# 王城会
王城会（おうじょうかい）は、創価学会壮年部（40歳以上の男子が所属）の学会員を中心に構成されている無償奉仕で会館警備を行う人材グループ。
王城会メンバーは、地元の学会組織から選ばれた40歳以上の創価学会壮年部員が「会館」に着任している。

## 概要
創価学会の歴史と理念を学び、広宣流布の為、唱題と弘教を根本とし、会館警備（自主警備）を行こなっている。仏道修行の一環としてシフトに応じて無償で活動している。
従来、会館警備は男子部(18歳以上～40歳までの男性が所属）の牙城会が中心だったが、創価学会では、2000年代以降、少子化により20代～30代の青年部会員が減少した為、40代以上の壮年部員により「王城会」（おうじょうかい）が結成された。王城会には牙城会OB出身者や創価班OB出身者で構成されている。
王城会員は、会館警備に就く為の人数は会館の規模によるが、2名から7名程度で着任する。会合の規模が大きくなれば、それ以上の人数となる場合もある。平日・土曜日の夜間（18時～18時30分から閉館時刻まで）と休日は前半・後半の二部制、もしくは三部制の場合もある。
牙城会会員として10年以上着任すると表彰の対象になる。

## 歴史
創価学会では、座談会・協議会・御書学習会など、小さい規模（少人数）の会合は、学会員の自宅を使って行われていた。
会館の警備は男子部(18歳以上～40歳までの男性が所属）の「牙城会」が中心だったが、2000年代以降より創価学会で少子高齢化の影響により20代～30代の若年層が人材不足のために、40代以上の中高年層も会館警備を行う必要があり「王城会」（おうじょうかい）が結成された。
創価学会では、会館警備は仏道修行の一環と定められており、王城会員は日蓮仏法の信仰者として日々の勤行・唱題と、来訪者に対する接遇を学び、社会に貢献できる人材として成長することを目的に、会館警護の任務に就いている。

### 王城会の組織体制
王城会員は、会館警備の任務をシフト表に基づき無償奉仕で担っている。東京都新宿区信濃町にある創価学会総本部の警備を担当する『総本部王城会』と、地域会館を担当する『会館警備』がある。

## 役職
委員長、副委員長、警備長、言論企画部長、運営委員、主任部長、部長、班長などの役職のほか警備局があり局長が任命される。

## 備考
- 警備業の許可を受けた団体ではない。法的には守衛。

- 過去には閉館から翌朝までは泊まり込みで会館警備を行っていたが、現在は、特別な期間や一部の会館を除いて、セコム（警備業者）による機械警備システムに置き換えられている。

- 2020年（令和2年）より新型コロナウイルス感染症が蔓延したことで感染症予防のために、創価学会の会館の利用が減少して動画配信やオンラインでの会合が開催される場合が多くなった。

- 王城会は、創価班OBや牙城会OBなどの壮年部（40歳以上の男性が所属）のメンバーにより構成されており、無償奉仕で会館警備を行う人材グループである。2010年代以降より少子化の影響により王城会の活動の機会が多くなっている。

- 所轄の消防署の指導のもとで、年に1回程度の割合で消防・防災訓練を行っている。消火、避難誘導、通報実習や、心肺蘇生法の実技のほか、最近では各会館にAED（除細動器）が備えられたため、その講習も行われる。この訓練は牙城会警備長及び壮年・婦人の担当役員が中心になって開催されるが、王城会の他、創価班、牙城会、白蓮グループ及び壮年・婦人の一般会員も参加する。

- 王城会は、「創価学会及び池田大作のことを全力で護り抜く」ことが創価学会幹部から指導される。

- 王城会は、池田大作及び「会館を護る」（会館厳護）を使命としている。すなわち、創価学会に対立している宗教団体（日蓮正宗（宗門）及び妙観講（日蓮正宗法華講の一つ）や富士大石寺顕正会などの創価学会に対立している宗教団体）から「創価学会の組織防衛」するのが最大の目的である。

- 現在は、任務の時に紺色のスーツ（背広）、ネクタイと所属を示すネームプレートを着用している。

- 平日の中心会館では、職員が日常の業務を担っている。

## 王城会歌（広布の英雄）
- 王城会歌（広布の英雄）- 創価学会公式YouTube配信